# Gimialcón (kommunhuvudort)
Gimialcón är en kommunhuvudort i Spanien.   Den ligger i provinsen Provincia de Ávila och regionen Kastilien och Leon, i den centrala delen av landet, 130 km väster om huvudstaden Madrid. Gimialcón ligger 943 meter över havet och antalet invånare är 108.
Terrängen runt Gimialcón är platt. Runt Gimialcón är det mycket glesbefolkat, med 6 invånare per kvadratkilometer. Närmaste större samhälle är Peñaranda de Bracamonte, 7,0 km väster om Gimialcón. Trakten runt Gimialcón består till största delen av jordbruksmark.